# Condado de McHenry (Illinois)
O Condado de McHenry (em inglês:  McHenry County) é um dos 102 condados do estado americano do Illinois. A sede do condado é Woodstock, e sua maior cidade é Crystal Lake. Foi fundado em 16 de janeiro de 1836.
O condado possui uma área de 1 582 km², dos quais 20 km² estão cobertos por água, uma população de 308 760 habitantes, e uma densidade populacional de 197,6 hab/km² (segundo o censo nacional de 2010).